# 龙达斗牛场

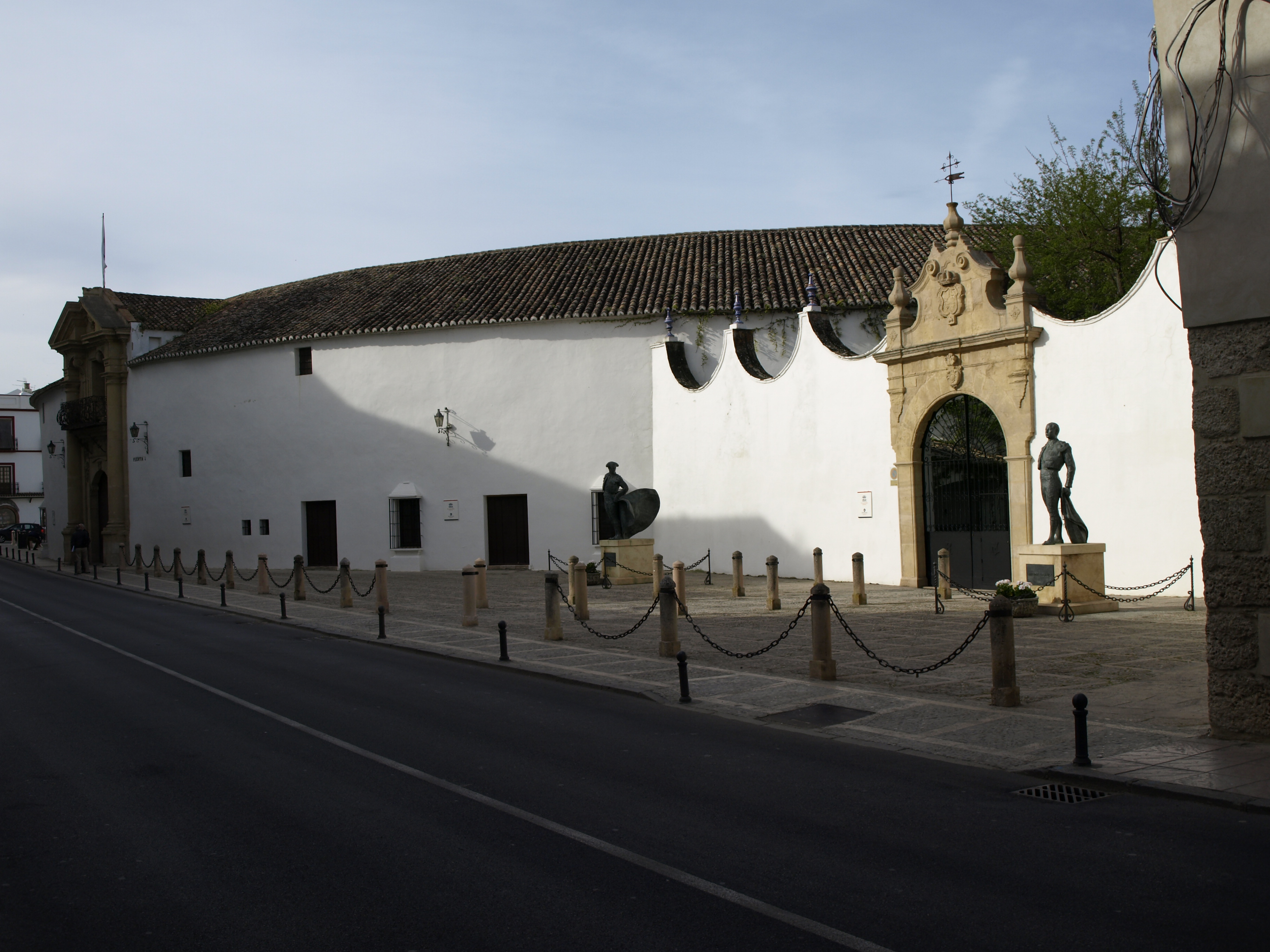

龙达斗牛场（西班牙語：Plaza de Toros de Ronda）是一个斗牛场，位于西班牙龙达，直径66米。

## 历史
斗牛场的建造始于1779年，完成于1785年。 它位于龙达的西部边缘，距离新桥和龙达峡谷两个街区。设计者是建筑师 Martín de Aldehuela。它是西班牙第一个完全用石头建造，而不是石头和砖块建造的斗牛场。这个斗牛场只有五千个座位，但斗牛场本身却是西班牙最大的。

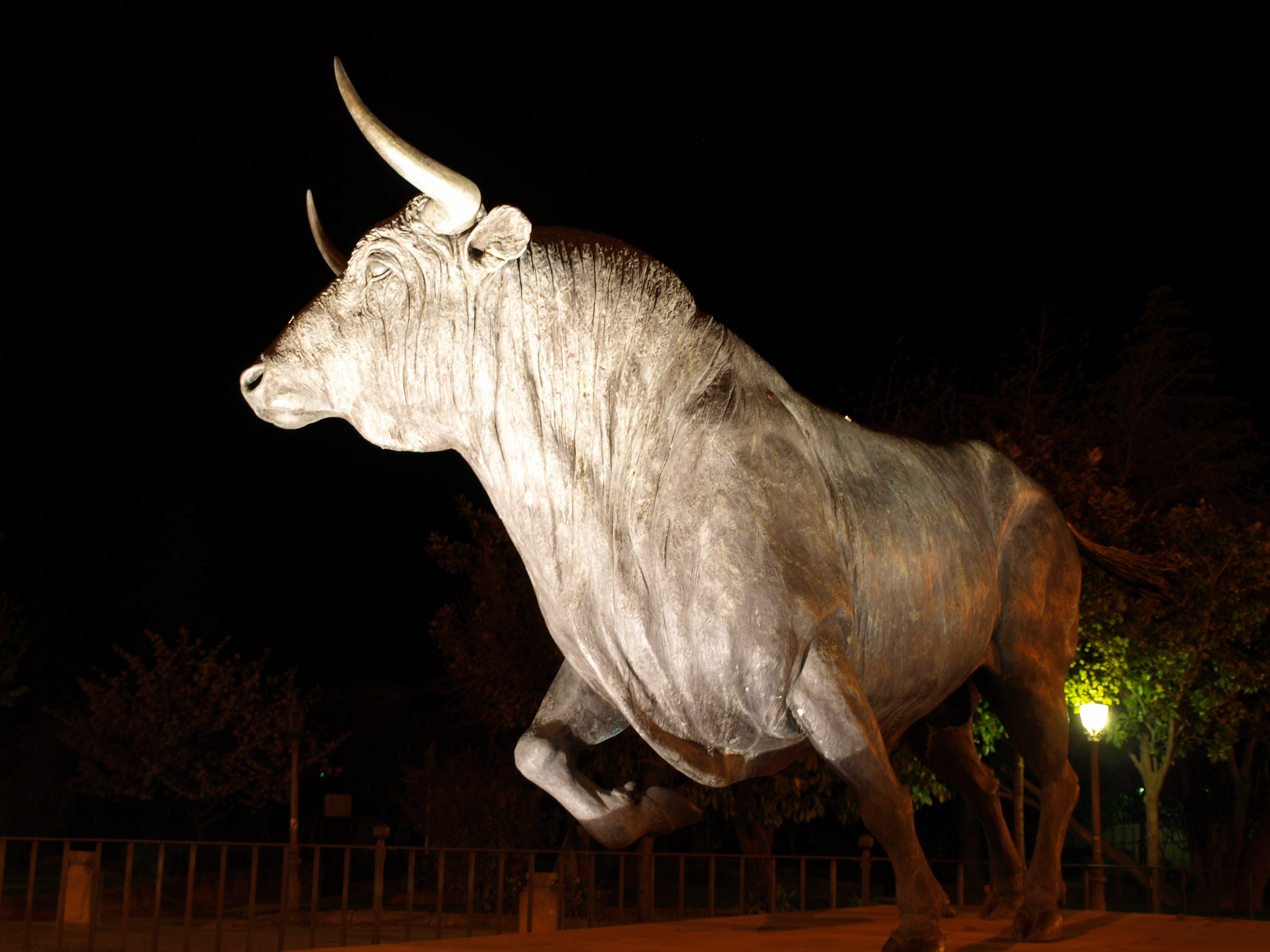
公牛雕像

龙达斗牛场向公众开放，入场费为 9欧元（2025年）。

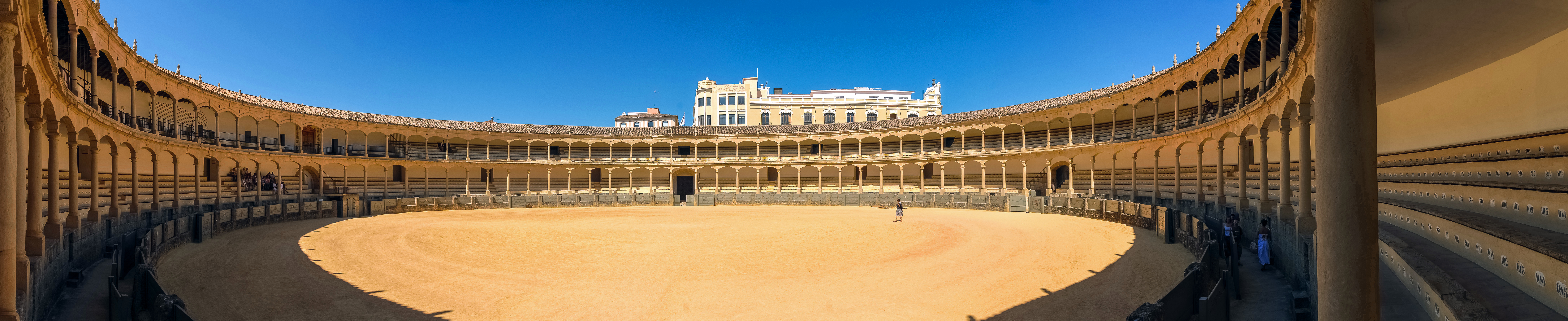
龙达斗牛场全景